# Sherri Howard
Sherri Howard, född den 1 juni 1962 i Sherman, Texas, är en amerikansk friidrottare inom kortdistanslöpning.
Hon tog OS-guld på 4 x 400 meter vid friidrottstävlingarna 1984 i Los Angeles. 